# Don’t Let Me Be the Last to Know
«Don’t Let Me Be the Last to Know» (с англ. — «Не позволяй мне узнать последней») — четвёртый и последний сингл американской певицы Бритни Спирс из её второго студийного альбома Oops!... I Did It Again, выпущенный 5 марта 2001 года на лейбле Jive Records.
Песня «Don’t Let Me Be The Last To Know» была написана музыкальным продюсером Робертом Лангом и кантри-певицей — Шанайей Твейн. Продюсером выступил Роберт Ланг. В этой композиции Спирс говорит своему возлюбленному, что она не хочет узнавать о его чувствах к ней от других людей, что он сам должен ей все рассказать. «Don’t Let Me Be The Last To Know» включена только в британскую версию альбома Greatest Hits: My Prerogative. Во всех остальных странах песня на альбоме отсутствует, как и другая баллада Спирс — «From the Bottom of My Broken Heart».

## Музыкальное видео
Режиссёром клипа выступил Херб Ритц. Съёмки проходили на острове Ки Бискейн, штат Флорида.
Видео начинается с момента, когда Бритни и её молодой человек (которого играет французский супермодель Брис Деранд) лежат в гамаке. Далее показаны сцены, в которых Спирс обнимается с возлюбленным около костра и на пляже. Во второй части клипа Спирс показана сидящей на дереве, в то время как её возлюбленный пытается дотянуться до неё. Есть также сцены, в которых Спирс бежит по берегу, а возлюбленный бежит за ней.
Клип стал хитом TRL, точно так же как и предыдущие видеоклипы Спирс. Видео было номинировано на Billboard Music Award в номинации Лучший Музыкальный клип для Взрослых (Best Adult Contemporary Clip).
«Don’t Let Me Be The Last To Know»  на сервисе YouTube.

## Список композиций
| - European CD single 1 1. «Don’t Let Me Be the Last to Know» — 3:50 2. «Don’t Let Me Be the Last to Know» (Hex Hector Radio Mix) — 4:01 3. «Don’t Let Me Be the Last to Know» (Hex Hector Club Mix) — 10:12 4. «Stronger» (Mac Quayle Mixshow Edit) — 5:21 5. «Stronger» (Pablo La Rosa’s Transformation) — 7:21 - European CD single 2 1. «Don’t Let Me Be the Last to Know» — 3:50 2. «Oops!… I Did It Again» (Riprock 'n' Alex G. Radio Mix) — 3:56 3. «Stronger» (Mac Quayle Mixshow Edit) — 5:21 | - Japanese CD single 1. «Don’t Let Me Be the Last to Know» — 3:50 2. «Don’t Let Me Be the Last to Know» (Hex Hector Radio Mix) — 4:01 3. «Oops!… I Did It Again» (Rodney Jerkins Remix) — 3:07 4. «Lucky» (Jack D. Elliott Radio Mix) — 3:27 5. «Stronger» (Miguel 'Migs' Vocal Edit) — 3:42 6. «Oops!… I Did It Again» (Ospina’s Deep Edit) — 3:24 7. «Oops!… I Did It Again» (Instrumental) — 3:30 - The Singles Collection Boxset Single 1. «Don’t Let Me Be the Last to Know» — 3:50 2. «Don’t Let Me Be the Last to Know» (Hex Hector Radio Mix) — 4:01 |

## Представление песни в чартах
Don’t Let Me Be The Last To Know стал возможно первым неудачным синглом Спирс, поскольку песня так и не попала в Billboard Hot 100. В чарте Bubbling Under Hot 100 Singles сингл достиг двенадцатой строчки, что было бы эквивалентно номеру 112 на Billboard Hot 100, если бы в нём было более 100 пунктов. Одной из причин того, почему сингл Don’t Let Me Be The Last To Know провалился, может считаться факт, что он не был выпущен как коммерческий сингл, и поэтому не имел высоких продаж (продажи являются одним из основных критериев ротации в чартах Billboard).
Сингл также потерпел неудачу в чартах Top 40 radio: он не попал ни в Top 40 Tracks, ни в Rhythmic Top 40.
В национальных чартах, однако, сингл имел успех, особенно в странах Южной Америки — Аргентине и Бразилии.
В Австралии коммерческий выпуск был отменён в последний момент, и диски с синглом были добавлены к альбому и проданы в качестве бонусного диска ремиксов.
Don’t Let Me Be The Last To Know имел умеренный успех в Великобритании, достигнув 12 места в чарте UK Singles Chart с продажами 67 000 экземпляров. (англ.)

| Чарт (2001)                         | Место |
| ----------------------------------- | ----- |
| Австрия (Ö3 Austria Top 40)         | 7     |
| Бельгия/Фландрия (Ultratop 50)      | 13    |
| Бельгия/Валлония (Ultratop 50)      | 34    |
| Дания (Tracklisten)                 | 14    |
| Europe (Music & Media)              | 9     |
| Финляндия (Suomen virallinen lista) | 17    |
| Франция (SNEP)                      | 27    |
| Ирландия (IRMA)                     | 12    |
| Italy (FIMI)                        | 22    |
| Japan (Oricon)                      | 27    |
| Нидерланды (Single Top 100)         | 21    |
| Норвегия (VG-lista)                 | 20    |
| Romania (Romanian Top 100)          | 1     |
| Швеция (Sverigetopplistan)          | 12    |
| Швейцария (Schweizer Hitparade)     | 9     |
| Великобритания (OCC UK Singles)     | 12    |

| Чарт (2001)      | Место |
| ---------------- | ----- |
| Romanian Top 100 | 3     |